# Oxypygides lapidicina
Oxypygides lapidicina är en mångfotingart som beskrevs av Chamberlin 1922. Oxypygides lapidicina ingår i släktet Oxypygides och familjen Rhinocricidae. Inga underarter finns listade i Catalogue of Life.